# Jari Juvonen
Jari Juvonen, född 19 maj 1963 i Joensuu, är en finländsk skulptör. 
Juvonen genomgick Bildkonstakademin 1984–1988 och besökte Kungliga Konsthögskolan i Stockholm 1988–1989. Han ställde ut första gången 1986 och prövade i början på ett måleri i 1960-talets popanda med bland andra Robert Rauschenberg som förebild, men ställde samtidigt ut även objekt i vilka han intresserade sig för materialets struktur. Han är känd för sitt fördomsfria användande av olika material såsom tvål, koppar, plast, presenningar och marmor, vilkas innebörd han lånar från allt mellan antiken och modern teknologi. Sin största utmaning har han sett i marmorn, som han förmedlar till konstverk av överraskande slag, bland annat hyllor och skottkärror. I sina marmorfragment är han besläktad med 1980-talets postmodernistiska och transavantgardistiska franska och italienska konstnärer.